# Burgsinn

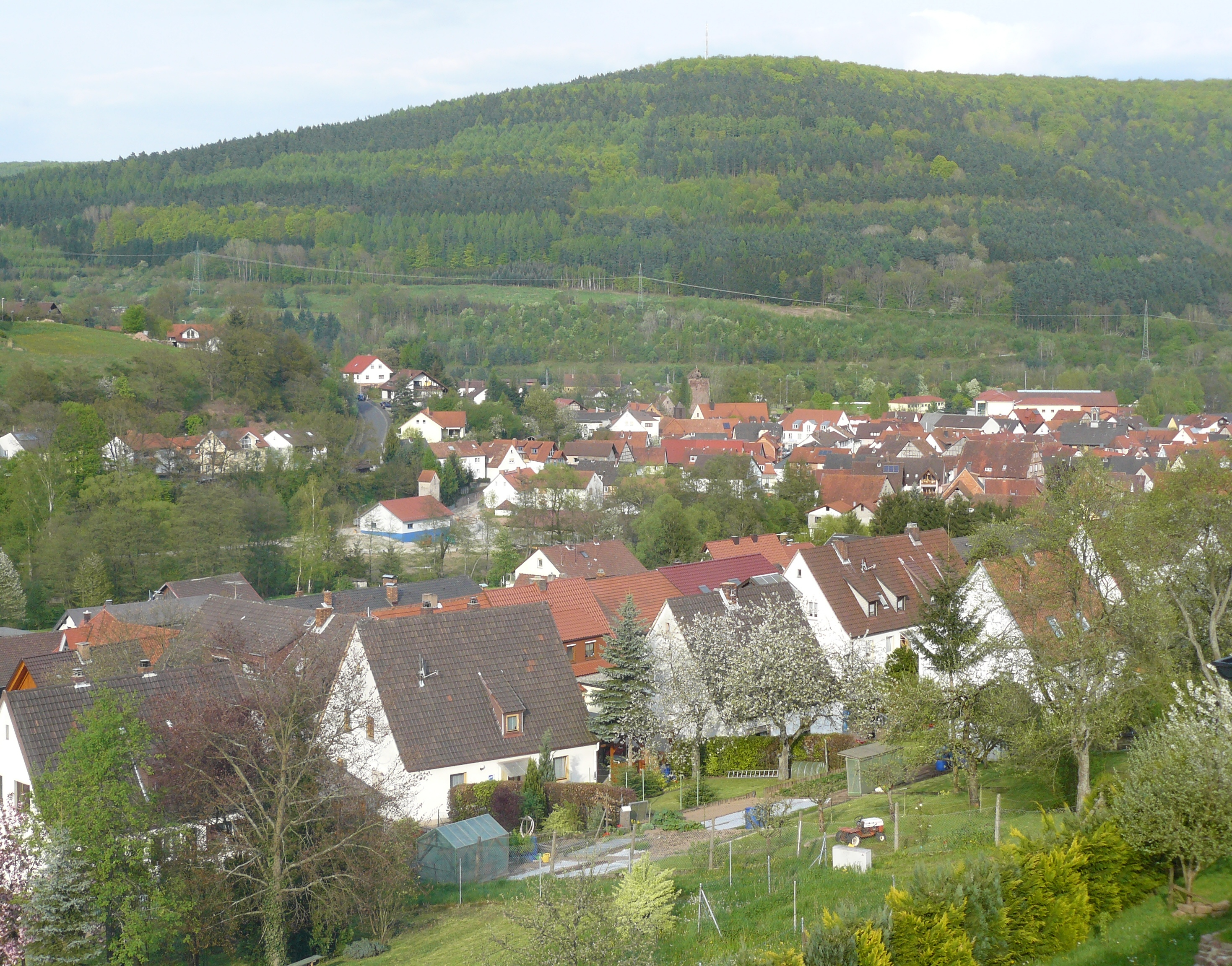
Burgsinn

Burgsinn este o comună-târg din districtul Main-Spessart, regiunea administrativă Franconia Inferioară, landul Bavaria, Germania.